# Borneopfaufasan
Der Borneopfaufasan (Polyplectron schleiermacheri), auch Borneo-Pfaufasan Borneo-Spiegelpfau genannt, ist eine Art aus der Familie der Fasanenartigen. In seiner Verbreitung ist er auf das Tiefland von Borneo beschränkt und ist dort der einzige Vertreter der Gattung der Pfaufasanen. Über die Art ist nur sehr wenig bekannt; in seinem natürlichen Verbreitungsgebiet wird der Borneopfaufasan nur selten beobachtet. Die meisten Erkenntnisse über diese Art stammen aus Gefangenschaftshaltung.

## Erscheinungsbild
Borneopfaufasanen weisen eine Flügellänge von etwa 16,5 (Weibchen) bis 20,0 Zentimetern (Männchen) auf. Gewichtsdaten sind für diese Art bislang nicht publiziert worden.
Das Männchen hat eine fast schwarze Körperunterseite. Innerhalb der Pfaufasanen ist dies die einzige Art, die eine solche Gefiederfärbung aufweist. Brust und die Halsseiten sind von einem irisierenden Grün. Der eigentliche Hals ist grünlich bis violett-irisierend.
Um die Augen verläuft eine kleine rote Hautpartie. Die Weibchen haben keine auffälligen Gefiederfärbungen. Bei Beobachtungen in der freien Natur lassen sie sich ausschließlich dadurch von anderen Weibchen der Fasanenartigen unterscheiden, dass sie sich in der Nähe männlicher Borneopfaufasanen aufhalten.
Auf den Schwanzfedern verlaufen zwei Reihen von auffälligen Augflecken. Der Mantel, der bei der Balz gleichfalls stark gesträubt wird, ist mit einer Vielzahl von grün-violetten Augflecken besetzt.

## Lebensweise
In Gefangenschaft gehaltene Borneopfaufasanen bevorzugen eine insektenreiche Nahrung. Sie fressen aber auch Beeren und Samen. In Gefangenschaft können sie ausschließlich einzeln oder paarweise gehalten werden. Die Tiere sind während der Balzzeit ausgesprochen aggressiv. Der Ornithologe Paul Johnsgard berichtet, von einem Borneopfaufasan angegriffen worden zu sein. Dabei versuchte der Vogel, ihn mit seinen Sporen im Gesicht zu verletzen. Wie andere Pfaufasanen weist auch dieser Vogel ein ausgeprägtes Balzverhalten auf, bei dem die Zurschaustellung des Gefieders eine große Rolle spielt.

## Systematik
Allgemein gilt der Borneopfaufasan als eine eigenständige Art innerhalb der Gattung der Pfaufasanenp. In der wissenschaftlichen Literatur ist aber auch schon vorgeschlagen worden, den Borneopfaufasan als Unterart des Malaienpfaufasans einzuordnen.
Der nur auf der Insel Palawan vorkommende Palawan-Pfaufasan, der unter allen Pfaufasanen am stärksten geographisch isoliert ist, gilt als eine Art, die aus dem Borneopfaufasan hervorgegangen ist. Zwischen den Inseln Borneo und Palawan liegen heute etwa 150 Kilometer. Während des Pleistozäns war der Meeresspiegel jedoch so niedrig, dass eine Kette von Inseln einen Artenaustausch zwischen den beiden Inseln ermöglichte.

## Etymologie und Forschungsgeschichte
Die Erstbeschreibung des Borneopfaufasans erfolgte 1877 durch Friedrich Brüggemann unter dem Namen Polyplectron Schleiermacheri. Das Typusexemplar wurde von George Fischer  (gest. 1908) auf Borneo gesammelt. Später folgte von ihm noch eine bessere Beschreibung mit einer Tafel von Gottlieb Karl David von Koch (1849–1914). Im Jahr 1807 führte Coenraad Jacob Temminck die Gattung Polyplectron u. a. für den Indochina-Pfaufasan (Polyplectron bicalcaratum (Linnaeus, 1758)) ein. Das Wort leitet sich von den griechischen Worten πολυς polys für „viele“ und πληκτρον plectrum für „Hahnsporn“ ab.  Der Artname schleiermacheri ist Heinrich August Schleiermacher gewidmet.